# Campionati francesi di sci alpino 2015
I Campionati francesi di sci alpino 2015 si sono svolti a Serre Chevalier e a Tignes dal 24 marzo al 6 aprile. Il programma ha incluso gare di discesa libera, supergigante, slalom gigante e slalom speciale, tutte sia maschili sia femminili, ma la discesa libera maschile è stata annullata.
Trattandosi di competizioni valide anche ai fini del punteggio FIS, vi hanno partecipato anche sciatori di altre federazioni, senza che questo consentisse loro di concorrere al titolo nazionale francese.

## Risultati

### Uomini

#### Discesa libera
La gara, originariamente in programma il 1º aprile a Serre Chevalier, è stata annullata.

#### Supergigante
| Pos. | Atleta                   | Nazione  | Tempo   |
| ---- | ------------------------ | -------- | ------- |
| 1    | Adrien Théaux            | Francia  | 1:19,94 |
| 2    | Thomas Mermillod Blondin | Francia  | 1:19,95 |
| 3    | Johan Clarey             | Francia  | 1:20,51 |
| 4    | Valentin Giraud Moine    | Francia  | 1:20,92 |
| 5    | Ami Oreiller             | Svizzera | 1:21,12 |
| 6    | Victor Schuller          | Francia  | 1:21,61 |
| 7    | Maxence Muzaton          | Francia  | 1:21,89 |
| 8    | Blaise Giezendanner      | Francia  | 1:21,96 |
| 9    | Guillermo Fayed          | Francia  | 1:22,03 |
| 10   | William Delberghe        | Francia  | 1:22,07 |

Data: 1º aprile

Località: Serre Chevalier

Ore: 

Pista: 

Partenza: 1 871 m s.l.m.

Arrivo: 1 345 m s.l.m.

Dislivello: 526 m

Tracciatore: Christophe Saioni

#### Slalom gigante
| Pos. | Atleta                   | Nazione | Tempo   |
| ---- | ------------------------ | ------- | ------- |
| 1    | Thomas Fanara            | Francia | 2:20,06 |
| 2    | Mathieu Faivre           | Francia | 2:21,89 |
| 3    | Cyprien Richard          | Francia | 2:22,17 |
| 4    | Victor Muffat Jeandet    | Francia | 2:22,82 |
| 5    | Thomas Mermillod Blondin | Francia | 2:24,03 |
| 6    | Élie Gateau              | Francia | 2:25,12 |
| 7    | Jonas Fabre              | Francia | 2:25,14 |
| 8    | Nils Allègre             | Francia | 2:25,62 |
| 9    | Robin Buffet             | Francia | 2:25,74 |
| 10   | Paul Perrier             | Francia | 2:26,29 |

Data: 29 marzo

Località: Serre Chevalier

1ª manche:

Ore: 

Pista: 

Partenza: 1 718 m s.l.m.

Arrivo: 1 330 m s.l.m.

Dislivello: 388 m

Tracciatore: Fabien Munier
2ª manche:

Ore: 

Pista: 

Partenza: 1 718 m s.l.m.

Arrivo: 1 330 m s.l.m.

Dislivello: 388 m

Tracciatore: Didier Mollier

#### Slalom speciale
| Pos. | Atleta                   | Nazione     | Tempo   |
| ---- | ------------------------ | ----------- | ------- |
| 1    | Jean-Baptiste Grange     | Francia     | 2:21,99 |
| 2    | Steve Missillier         | Francia     | 2:22,16 |
| 3    | François Place           | Francia     | 2:22,28 |
| 4    | Robin Buffet             | Francia     | 2:22,45 |
| 5    | Dave Ryding              | Regno Unito | 2:22,58 |
| 6    | Thomas Mermillod Blondin | Francia     | 2:22,62 |
| 7    | Théo Leleu               | Francia     | 2:23,19 |
| 8    | Steven Théolier          | Francia     | 2:23,21 |
| 9    | Michele Landini          | Italia      | 2:23,61 |
| 10   | Maxime Rizzo             | Francia     | 2:23,94 |

Data: 28 marzo

Località: Serre Chevalier

1ª manche:

Ore: 

Pista: 

Partenza: 1 520 m s.l.m.

Arrivo: 1 330 m s.l.m.

Dislivello: 190 m

Tracciatore: Claude Crétier
2ª manche:

Ore: 

Pista: 

Partenza: 1 520 m s.l.m.

Arrivo: 1 330 m s.l.m.

Dislivello: 190 m

Tracciatore: Sébastien Brenier

### Donne

#### Discesa libera
| Pos. | Atleta                | Nazione | Tempo   |
| ---- | --------------------- | ------- | ------- |
| 1    | Margot Bailet         | Francia | 1:22,23 |
| 2    | Marie Marchand-Arvier | Francia | 1:22,61 |
| 3    | Alexandra Coletti     | Monaco  | 1:22,68 |
| 4    | Anouk Bessy           | Francia | 1:22,89 |
| 5    | Gaëlle Reiller        | Francia | 1:23,14 |
| 6    | Romane Miradoli       | Francia | 1:23,36 |
| 7    | Laura Gauché          | Francia | 1:23,51 |
| 7    | Noémie Larrouy        | Francia | 1:23,51 |
| 9    | Marine Gauthier       | Francia | 1:23,57 |
| 10   | Jéromine Géroudet     | Francia | 1:24,06 |

Data: 27 marzo

Località: Serre Chevalier

Ore: 

Pista: 

Partenza: 2 023 m s.l.m.

Arrivo: 1 345 m s.l.m.

Dislivello: 678 m

Tracciatore: Pierre-Yves Albrieux

#### Supergigante
| Pos. | Atleta                | Nazione   | Tempo |
| ---- | --------------------- | --------- | ----- |
| 1    | Margot Bailet         | Francia   | 52,18 |
| 2    | Marie Marchand-Arvier | Francia   | 52,22 |
| 3    | Tessa Worley          | Francia   | 52,26 |
| 4    | Coralie Frasse Sombet | Francia   | 52,68 |
| 5    | Alessia Timon         | Italia    | 52,81 |
| 6    | Ester Ledecká         | Rep. Ceca | 52,84 |
| 7    | Anouk Bessy           | Francia   | 52,93 |
| 8    | Tiffany Gauthier      | Francia   | 53,18 |
| 9    | Noémie Larrouy        | Francia   | 53,20 |
| 10   | Costanza Oleggini     | Italia    | 53,21 |

Data: 6 aprile

Località: Tignes

Ore: 

Pista: 

Partenza: 2 455 m s.l.m.

Arrivo: 2 105 m s.l.m.

Dislivello: 350 m

Tracciatore: Julien Dagand

#### Slalom gigante
| Pos. | Atleta                | Nazione | Tempo   |
| ---- | --------------------- | ------- | ------- |
| 1    | Tessa Worley          | Francia | 2:24,87 |
| 2    | Taïna Barioz          | Francia | 2:25,37 |
| 3    | Coralie Frasse Sombet | Francia | 2:26,58 |
| 4    | Clara Direz           | Francia | 2:27,27 |
| 5    | Joséphine Forni       | Francia | 2:27,76 |
| 6    | Chloé Margue          | Francia | 2:28,36 |
| 7    | Marion Bertrand       | Francia | 2:28,37 |
| 8    | Lucie Piccard         | Francia | 2:28,38 |
| 9    | Tifany Roux           | Francia | 2:28,39 |
| 10   | Camille Cerutti       | Francia | 2:28,72 |

Data: 28 marzo

Località: Serre Chevalier

1ª manche:

Ore: 

Pista: 

Partenza: 1 718 m s.l.m.

Arrivo: 1 330 m s.l.m.

Dislivello: 388 m

Tracciatore: Philippe Willmann
2ª manche:

Ore: 

Pista: 

Partenza: 1 718 m s.l.m.

Arrivo: 1 330 m s.l.m.

Dislivello: 388 m

Tracciatore: Jean-Noël Martin

#### Slalom speciale
| Pos. | Atleta                | Nazione | Tempo   |
| ---- | --------------------- | ------- | ------- |
| 1    | Laurie Mougel         | Francia | 1:24,21 |
| 2    | Nastasia Noens        | Francia | 1:25,03 |
| 3    | Mireia Gutiérrez      | Andorra | 1:26,45 |
| 4    | Clara Direz           | Francia | 1:26,97 |
| 5    | Taïna Barioz          | Francia | 1:27,18 |
| 6    | Tessa Worley          | Francia | 1:27,32 |
| 7    | Romane Miradoli       | Francia | 1:27,34 |
| 8    | Margot Bailet         | Francia | 1:27,75 |
| 9    | Marie Massios         | Francia | 1:28,32 |
| 10   | Coralie Frasse Sombet | Francia | 1:28,65 |

Data: 29 marzo

Località: Serre Chevalier

1ª manche:

Ore: 

Pista: 

Partenza: 1 490 m s.l.m.

Arrivo: 1 330 m s.l.m.

Dislivello: 160 m

Tracciatore: Romain Velez
2ª manche:

Ore: 

Pista: 

Partenza: 1 490 m s.l.m.

Arrivo: 1 330 m s.l.m.

Dislivello: 160 m

Tracciatore: Ronan Coste